# 於除鞬
於除鞬（？—93年），北匈奴單于。為匈奴北單于之弟，為右谷蠡王。
東漢永元三年（公元91年），兄北單于（史失其名）再次被為東漢耿夔在金微山（今阿尔泰山）打敗，逃亡不知所在。於除鞬自立為北匈奴單于。统众数千止于蒲类海（今新疆巴里坤湖）。永元四年（公元92年），於除鞬向東漢求和，東漢派遣耿夔赐授印玺。五年（公元93年），自叛北还，東漢派遣將兵長史王輔與中郎将任尚，率千餘騎兵出擊，消滅了於除鞬。部众离散，从此鲜卑徙据其地，匈奴余众十余万落为鲜卑所并，都自称鲜卑。